# 노동자방어위원회
노동자방어위원회(폴란드어: Komitet Obrony Robotników 코미테트 오브로니 로보트니쿠프[kɔmitɛt ɔbrɔnɨ rɔbɔtɲikuf][*])는 공산 폴란드에서 1976년 6월 시위 이후 구속된 수감자들과 그 가족들을 지원해 주기 위해 만들어진 시민단체이다. 독립자치노동조합 '연대'의 기원이 되었다.